# Луптатори (Калараш)
Луптатори (рум. Luptători) насеље је у Румунији у округу Калараш у општини Фрасинет. Oпштина се налази на надморској висини од 46 m.

## Становништво
Према подацима из 2002. године у насељу је живело 595 становника, од којих су сви румунске националности.